# Ernst Kretschmer (lingüista)
Ernst Kretschmer (3 de julio de 1951) es profesor de lingüística en la UNIversità degli studi di MOdena e Reggio Emilia - UNIMORE. En 1990, obtuvo el The Kassel Literary Prize for Grotesque Humor (Premio Literario Kassel de humor grotesco; en alemán, Kasseler Literaturpreis für grotesken Humor).
Kretschmer concretó aportes de interés en materia de criminología, entre otras cosas señalando la necesidad de que los criminales recibieran tratamiento psiquiátrico, vía por la que también se obtendría una mejor comprensión de las mentes de los estos, y también de la propia especialidad criminológica. Pero además, sus teorías también han contribuido con otros desarrollos, por ejemplo en el caso del indicador-tipo de Myers-Briggs.